# Венгер Євген Федорович
Євген Федорович Венгер (19 квітня 1947, с. Підлісівка, Ямпільський район, Вінницька область — 24 липня 2024) — український фізик напівпровідників, педагог. Доктор фізико-математичних наук (1990), професор (1992).

## Біографія
Вчений у галузі фізико-технічних і фізико-технологічних основ сенсорної та функціональної електроніки, мікро- й оптоелектроніки.
Член-кореспондент Національної академії наук України (1997), лауреат Державної премії України в галузі науки і техніки.
Вищу освіту отримав у Вінницькому державному педагогічному інституті за спеціальністю «фізика».
Майже 50 років життя віддав роботі в Інституті фізики напівпровідників імені В. Є. Лашкарьова.
Помер на 78-му році життя 24 липня 2024 року.